# Гуйчжоуский тонкотел
Гуйчжоуский ринопитек, или Гуйчжоуский тонкотел, или Гуйчжоуская курносая обезьяна (лат. Rhinopithecus brelichi) — вид приматов из семейства мартышковых. Эндемик Китая. Это самый редкий из живущих в Китае видов ринопитеков, считается что в дикой природе этих обезьян осталось не более 750 в 20 группах. Видовое латинское название дано в честь Генри Брелиха, охотника и первооткрывателя вида.

## Описание
Взрослые животные покрыты длинной густой шерстью, окрас от коричневого в верхней части тела до серого в нижней части тела. Между лопатками светлое пятно. Голова, шея, ступни и ладони чёрные, брови золотистые. Грудь также золотистая, на внутренней стороне конечностей каштановая. Лицо безволосое, кожа на лице светло-голубая, вокруг глаз и рта розовая. Выражен надбровный валик, нос плоский. Детёныши рождаются серыми, с возрастам приобретая взрослый окрас. Самцы имеют более ярко окрашенную шерсть, чем самки. Вес самцов в среднем 14,5 кг, вес самок в среднем 8 кг. Длина тела от 64 до 73 см, длина хвоста от 70 до 97 см.

## Распространение
Ареал весьма ограничен и включает лишь заповедник в горах Улин в провинции Гуйчжоу в центральном Китае. Есть неопубликованные свидетельства о том, что группа из 20 особей переместилась в соседний с заповедником лес в Лицзидашань, а также неподтверждённые утверждения о наблюдении гуйчжоуских ринопитеков в заповеднике на горе Цзиньфошань.
Населяют широколиственные леса, включая вторичные, не встречаются в хвойных лесах. Обычная среда обитания — заросли азиатского дуба (виды рода Cyclobalanopsis), бука (Fagus longipetiolata), а также смешанные леса, в которых произрастают деревья из родов Prunus, Acer, Rhododendron и Betula. Живут на высоте 1400—2300 метров над уровнем моря, иногда спускаясь до отметки 570 метров над уровнем моря.

## Поведение
Дневные животные, достаточно часто спускаются на землю. Передвигаются на четырёх конечностях при помощи ходьбы, прыжков и брахиации. В рационе молодые листья, ростки и почки, кора, фрукты, побеги таких растений как Fagus longipetiolata, семена и орехи (виды из родов Prunus и Sorbus), личинки насекомых. Состав рациона сезонный, в первые три месяца года листья составляют 7 % рациона, в следующие три — 93 %. Фрукты и семена составляют 35 % рациона в период с июля по сентябрь.
Образуют небольшие группы, которые иногда сбиваются в стада до 400 и более животных. В группе обычно от 5 до 10 особей, включая доминантного самца, гарема самок и их потомства. Существуют также группы из «холостых» самцов, в которых может быть от двух до пяти самцов.

## Статус популяции
Очень редкий вид с ограниченным ареалом. Международный союз охраны природы присвоил гуйчжоускому тонкотелу охранный статус «На грани исчезновения» (Critically Endangered). Основная угроза популяции — разрушение среды обитания. В 2008 году перепись этих приматов обнаружила лишь 750 особей, что примерно совпадает с результатом переписи 2005 года.